# Gräberfeld von Emstek-Drantum
Koordinaten: 52° 49′ 38″ N, 8° 12′ 38″ O
Das im Jahr 1936 entdeckte, karolingerzeitliche Gräberfeld von Emstek-Drantum liegt im Landkreis Cloppenburg in Niedersachsen. Nordöstlich von Drantum lag am so genannten Hexenberg ein gleichnamiges Großsteingrab. Die zerstörte Anlage um die sich zahlreiche Sagen ranken, ist 1906 untersucht worden. Die Kammer soll in einem 22 m × 14 m großen Hügel gelegen haben. Neben der Megalithanlage lag ein sächsisch-karolingisches Gräberfeld, dass im Vorfeld des Baus der Autobahn A1 untersucht und abtragen wurde. Auf einer 5000 m² großen Fläche wurden im Jahre 1964 528 Bestattungen untersucht, die sich in zwei Gruppen gliedern.

## Gruppe 1
In der einen Gruppe befanden sich 46 nord-süd-gerichtete Gräber, davon 31 (oder etwa 67 %) mit Grabbeigaben.
- In den Männergräbern fanden sich vorwiegend Eisenpfrieme, Gürtel- und Riemenschnallen, Gürtelbeschläge aus kleinen Eisennieten, Feuerstähle, Messer, Pinzetten, sowie zwei Saxe (Kurzschwerter).
- Die Frauenbestattungen enthielten häufig kleine eiserne Gürtelschnallen, Messer, Nadelröhrchen, Perlenketten, sowie Rechteckfibeln.
- Außerdem wurden acht kleinere Rechteckgruben mit Beigefäßen und Perlen freigelegt, die möglicherweise Kinderbestattungen sind.

Ungewöhnlich ist ein Kammergrab mit Kreisgraben, das die Doppelbestattung eines Manns und einer Frau enthielt. Mit einer Konzentration im Bereich dieser Gräbergruppe wurden insgesamt 24 Pferdegräber – davon sechs als Doppelbestattungen nachgewiesen. Zur gleichen Periode gehören nach Meinung des Ausgräbers vier größere Anlagen mit Pfostenbauten sowie acht kleinere Pfostensetzungen, die mitunter umzäunt, bzw. von Spitzgräben umgeben waren. Um die Pfostensetzungen liegen Freiplätze. Fast alle dieser Anlagen wurden durch Feuer zerstört. Die Deutung dieser als „Kultanlagen“ bezeichneten Pfostensetzungen ist noch unklar.

## Gruppe 2
Die weit überwiegende Anzahl der Toten des Gräberfeldes wurde in West-Ost-Richtung bestattet. Von diesen 436 Gräbern enthielten nur 64 (oder etwa 15 %) Beigaben.
- Außer den in Männergräbern üblichen Gürtelbeschlägen aus Eisennieten, Gürtel- und Riemenschnallen und Messern fand sich in einem Grab ein Lederbeutel mit sechs Denaren Ludwigs des Frommen, die zwischen 820 und 830 n. Chr. geprägt wurden.
- Die Frauengräber enthielten Perlenketten, Knochenkämme, Eisenschlüssel und Fibeln. In einem Grab fanden sich Reste eines Glasbechers.

Ausweislich der Beigaben begann die Belegung des Drantumer Gräberfeldes im späten 7. Jahrhundert und endete etwa in der Mitte des 9. Jahrhunderts.